# 聖費利佩海角城堡
聖費利佩海角城堡是一個位於波多黎各聖胡安的建於16世紀的城堡。

## 發展
座落在聖胡安老城的西北角，聖費利佩海角城堡的名稱源於西班牙國王費利佩二世。該城堡也被稱作「莫羅要塞」或「海角要塞」，目的是保衛聖胡安海灣的入口。
1983年，該城堡作爲聖胡安國家歷史遺址一部分入選聯合國世界文化遺產。

## 畫廊

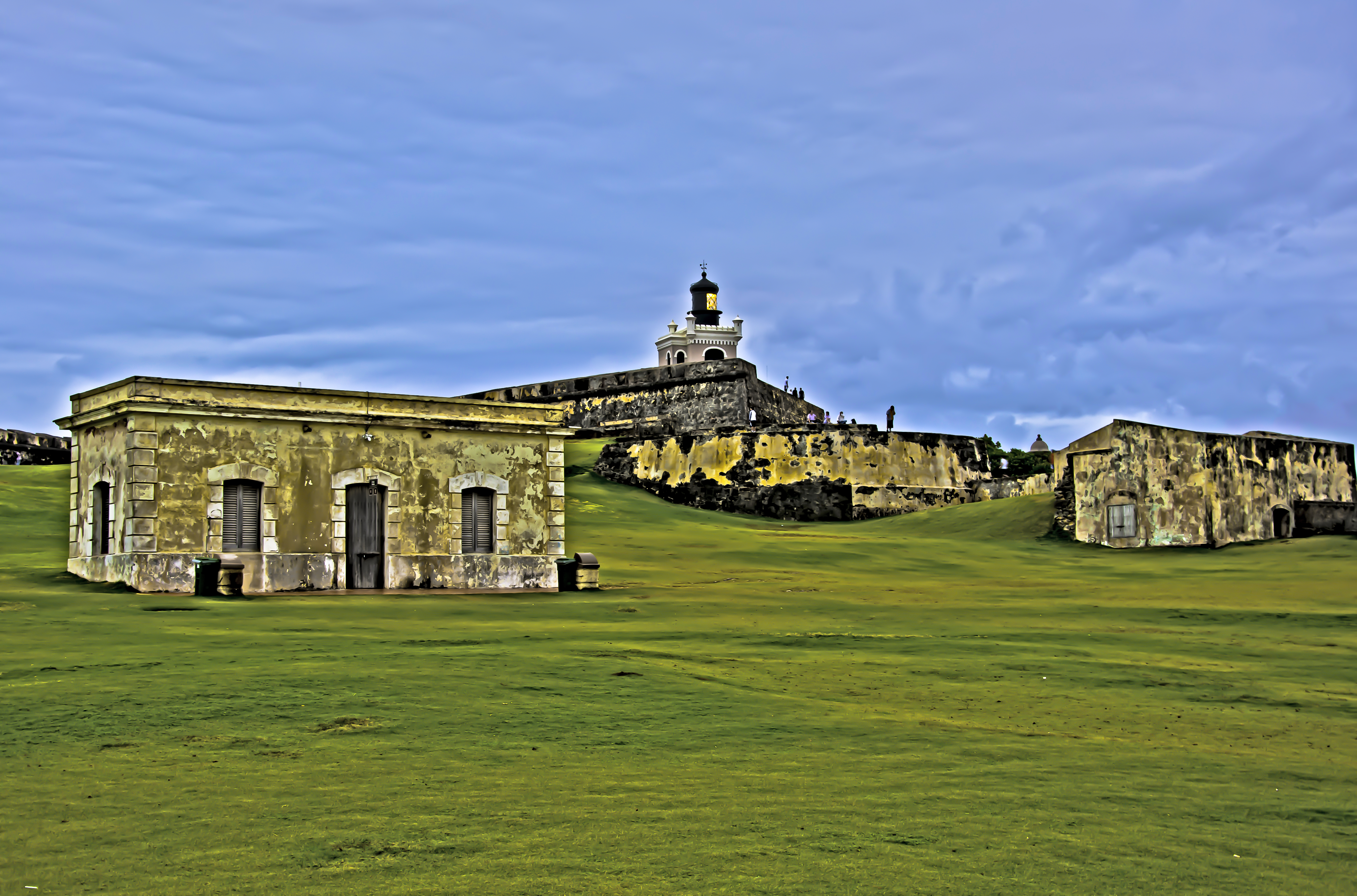
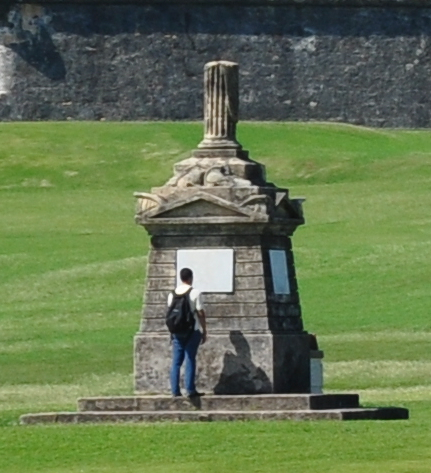
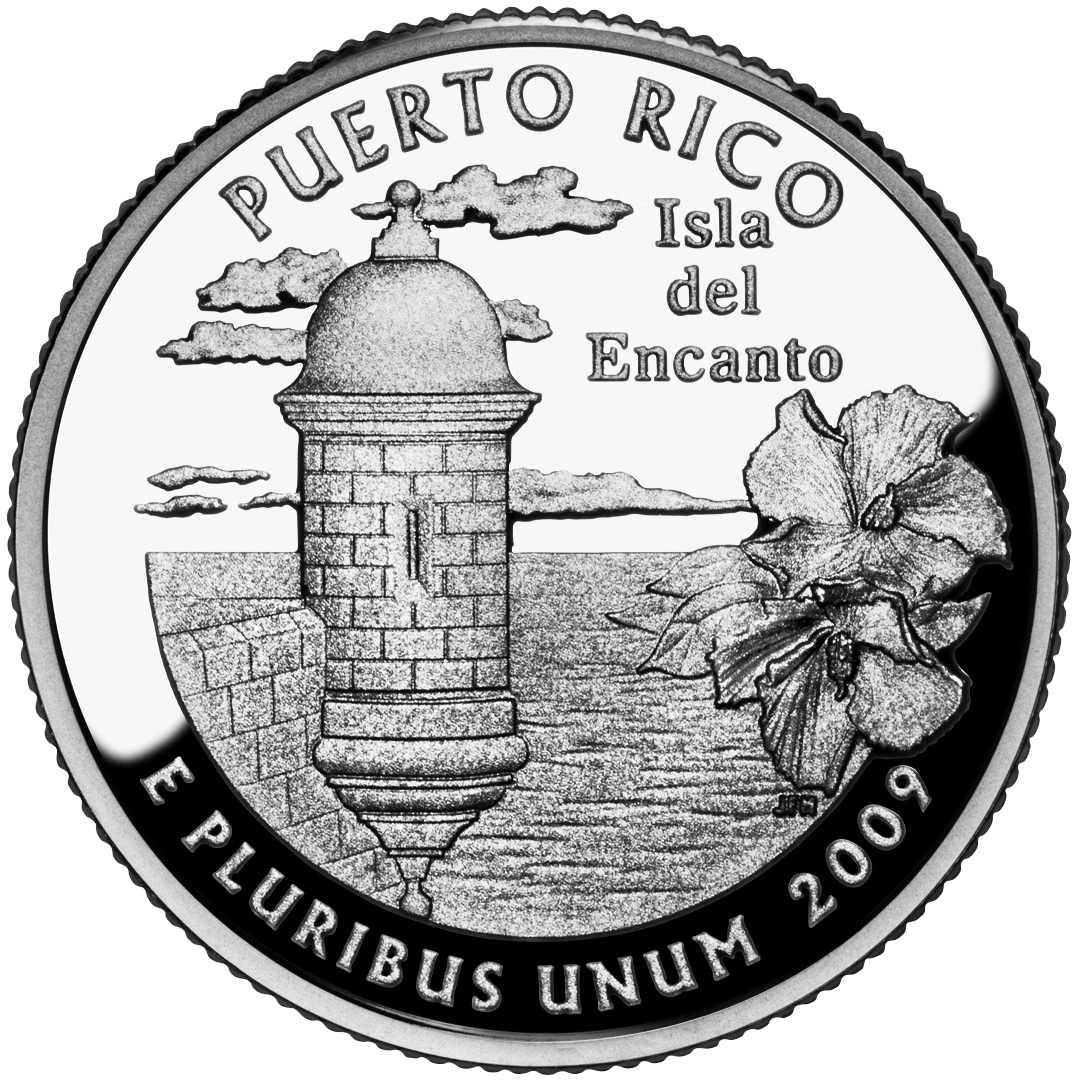
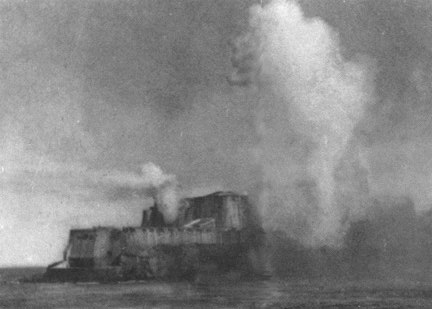
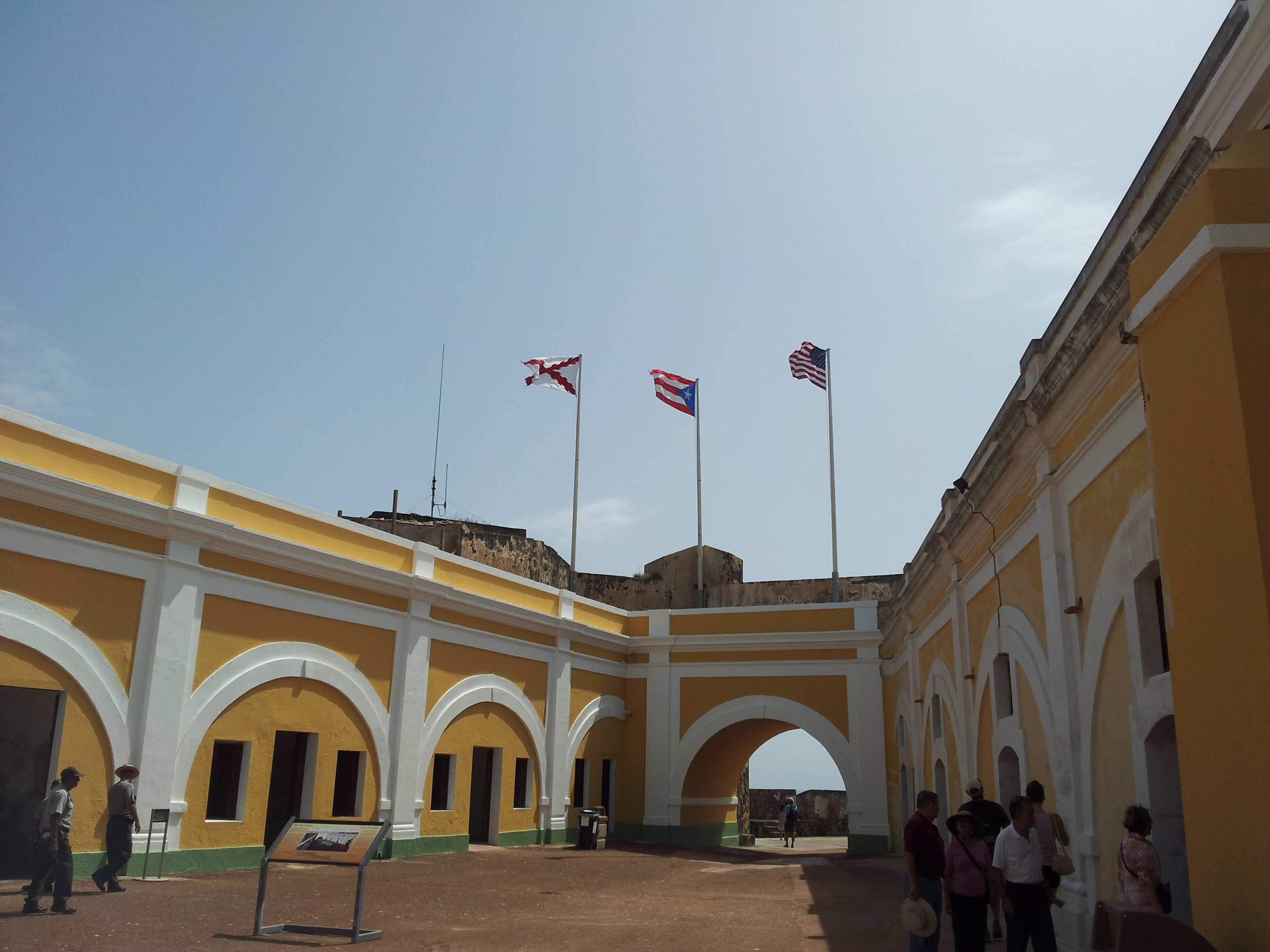
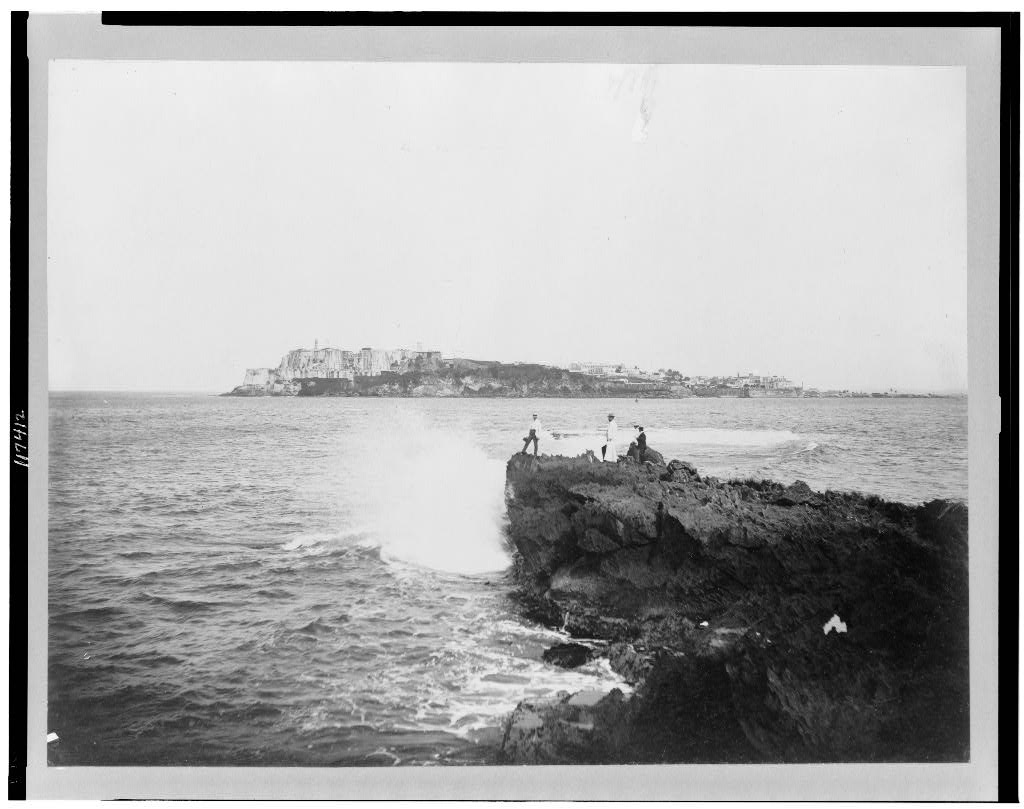
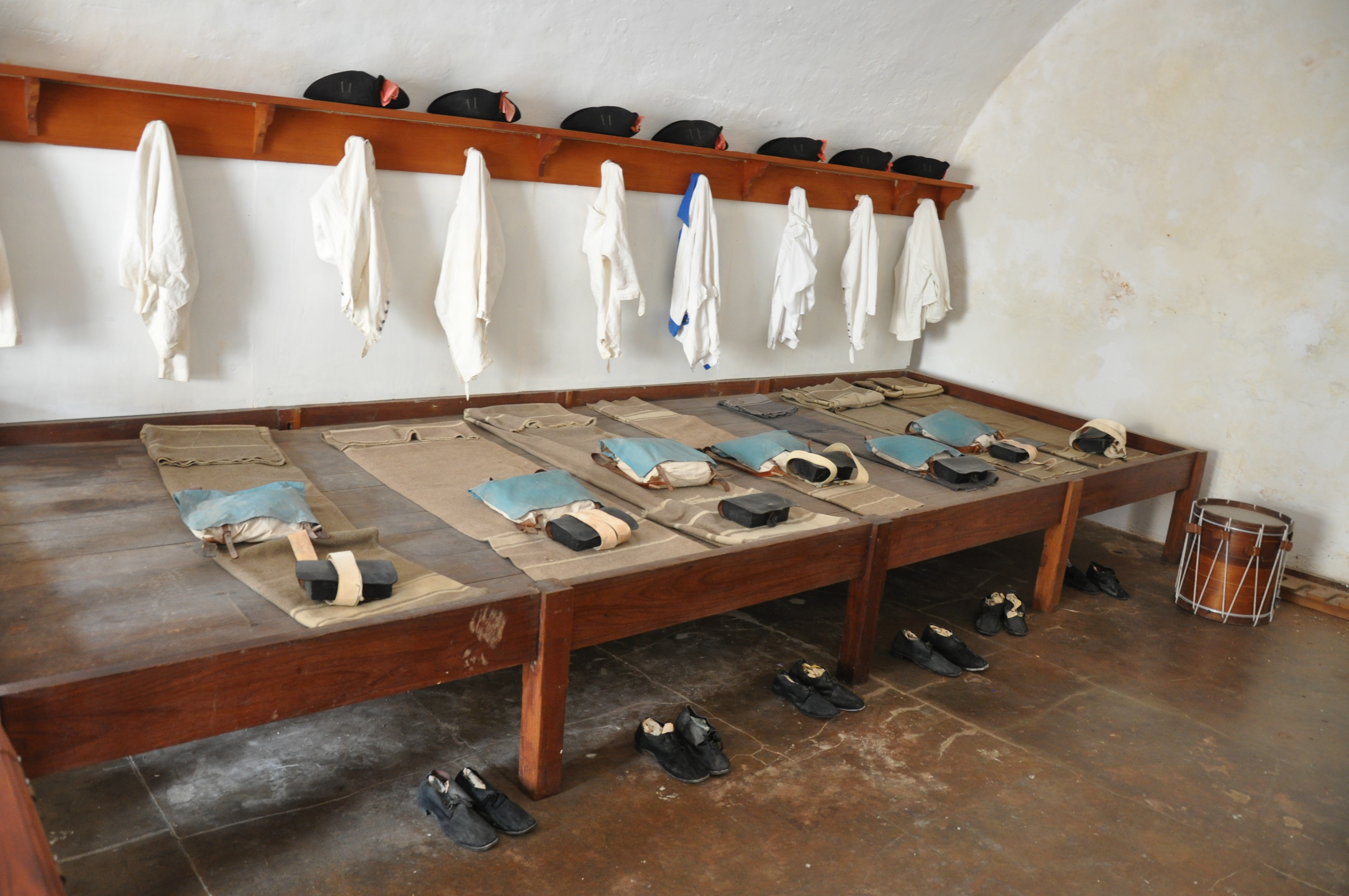
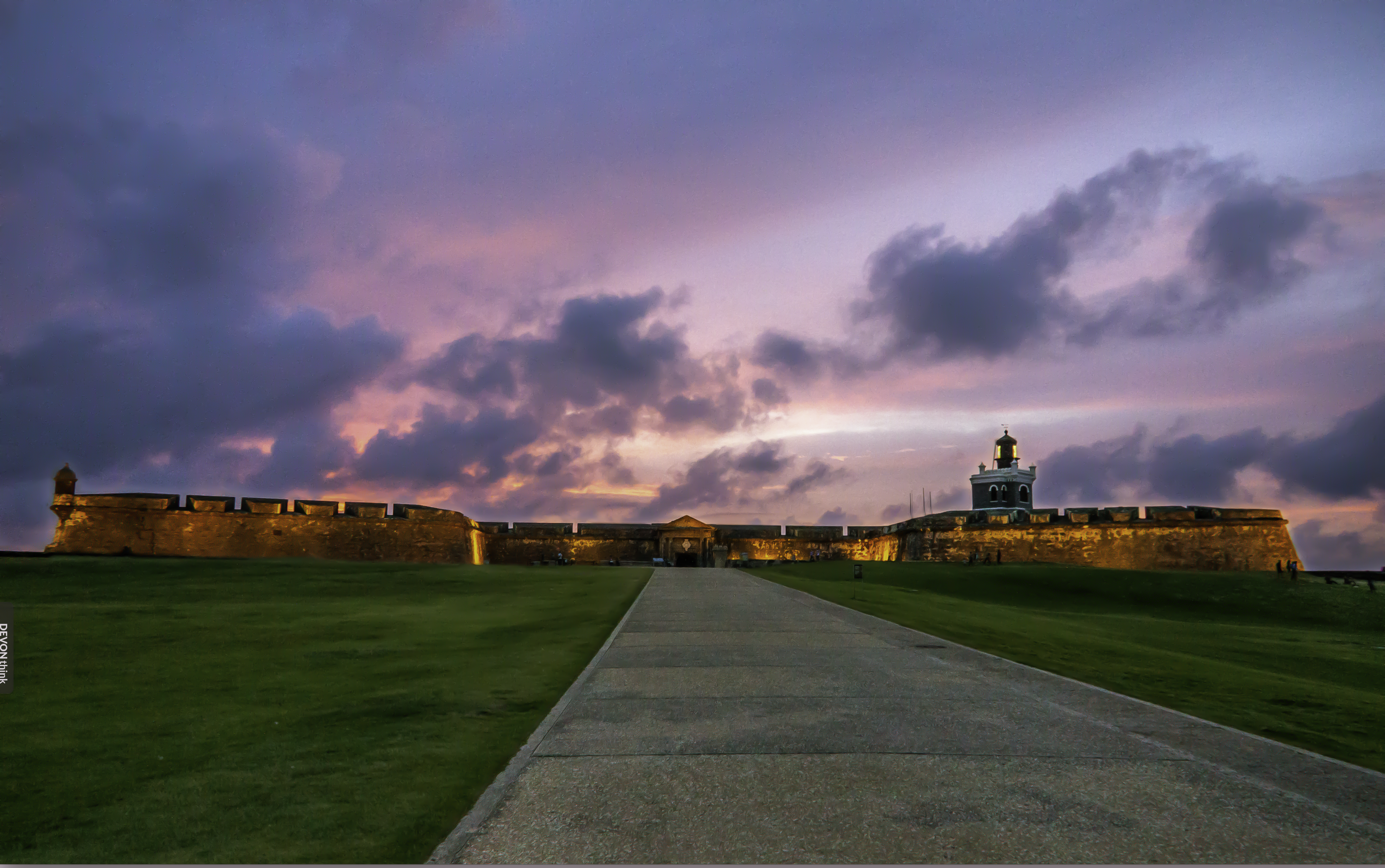
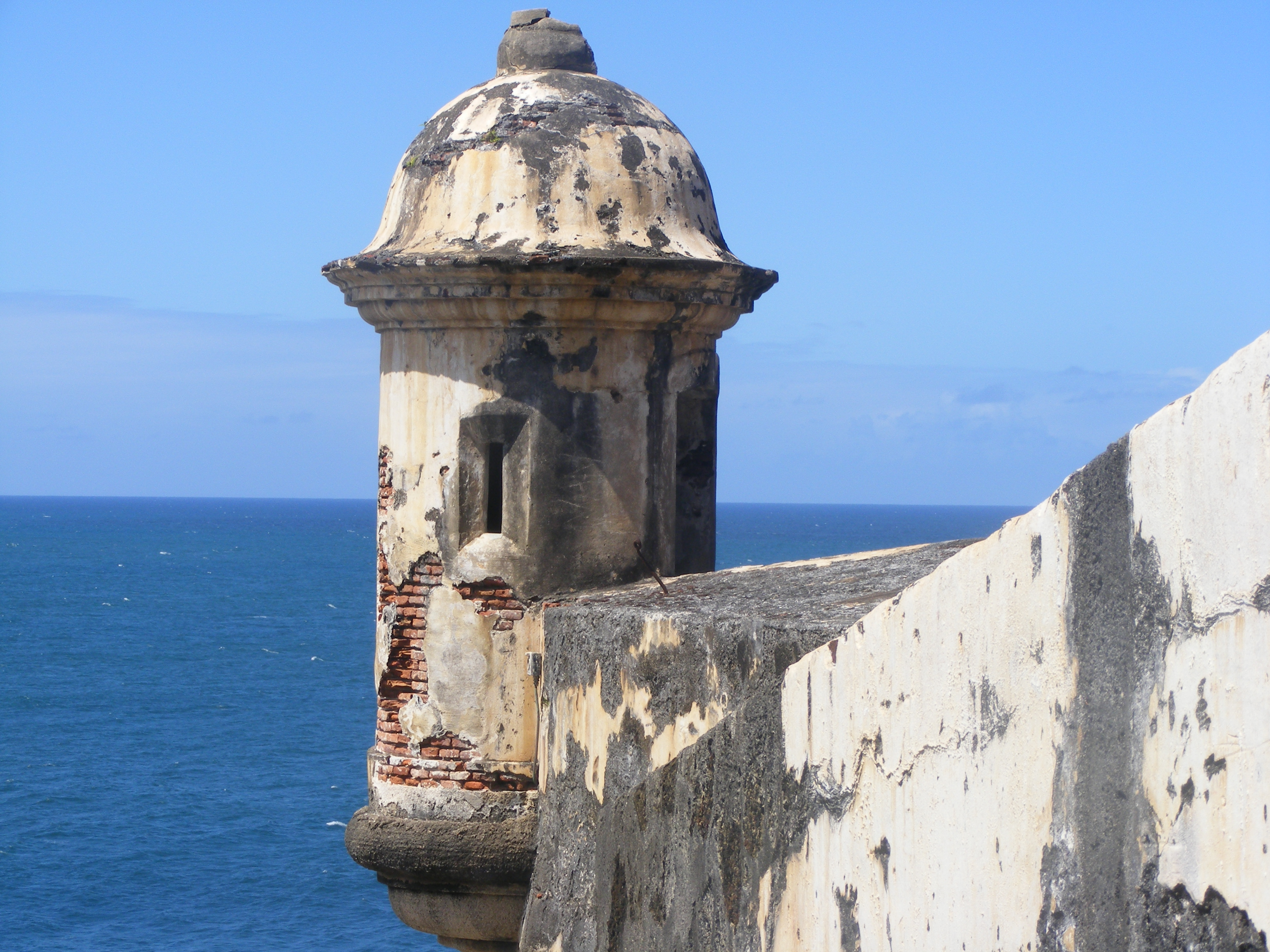
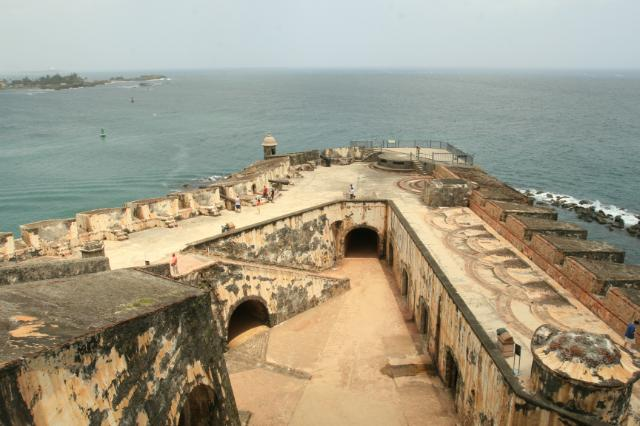
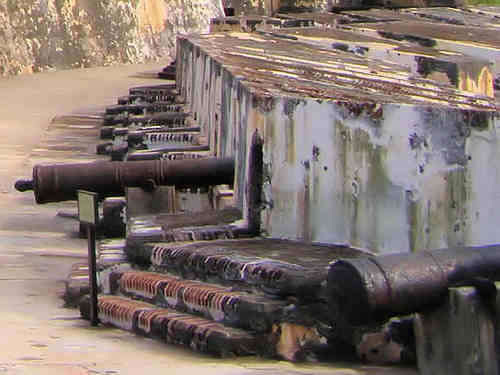
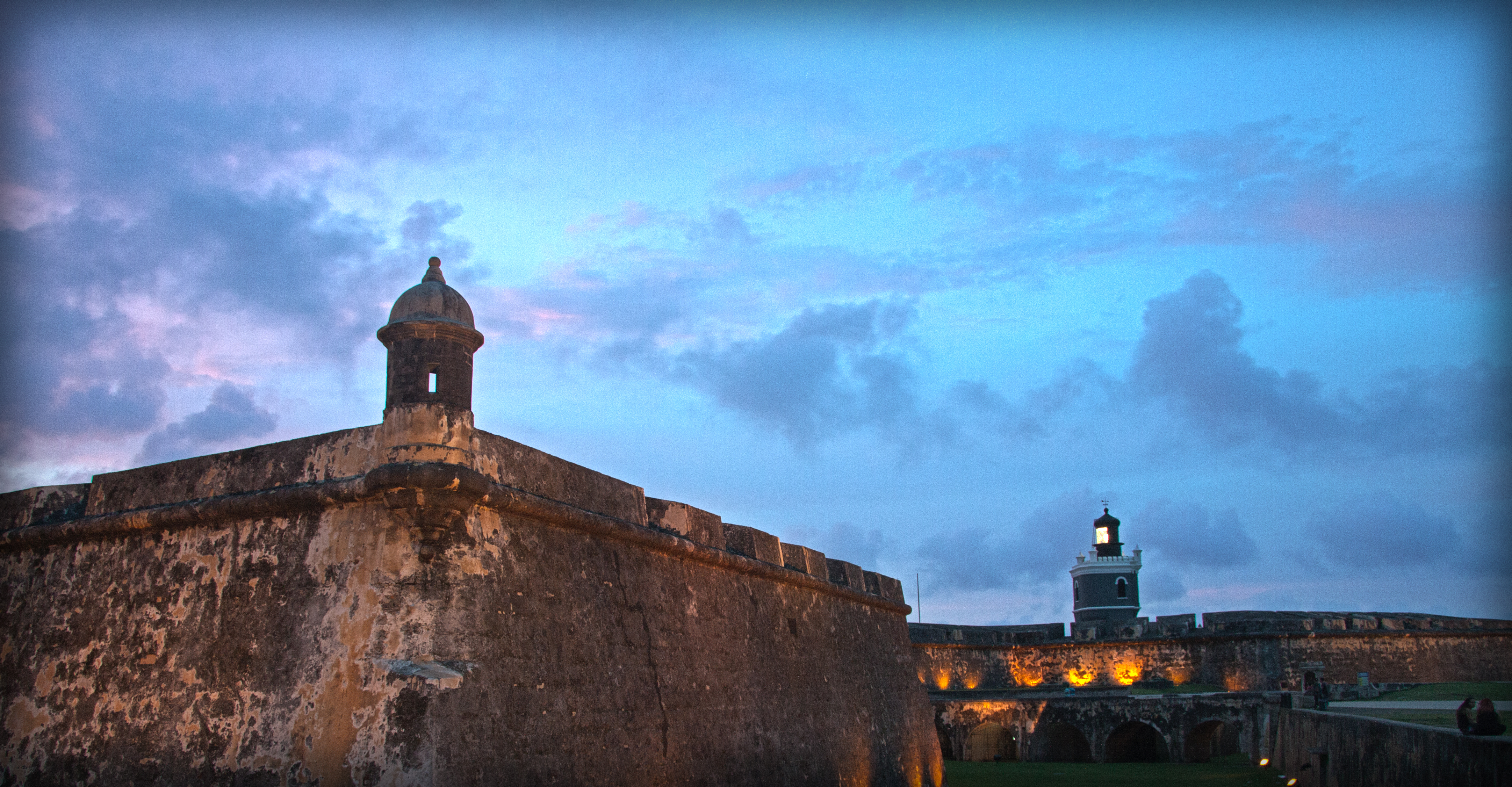

## 另見
- 聖胡安 (波多黎各)

## 外部連結
- 官方网站
- Photo Gallery （页面存档备份，存于）
- Las Líneas de Defensa de San Juan, Compilation by Johnny Torres Rivera
- Las defensas de San Juan 1898, Compilation by Luis M. Iriarte Rota （页面存档备份，存于）